# Detlef Breiholz

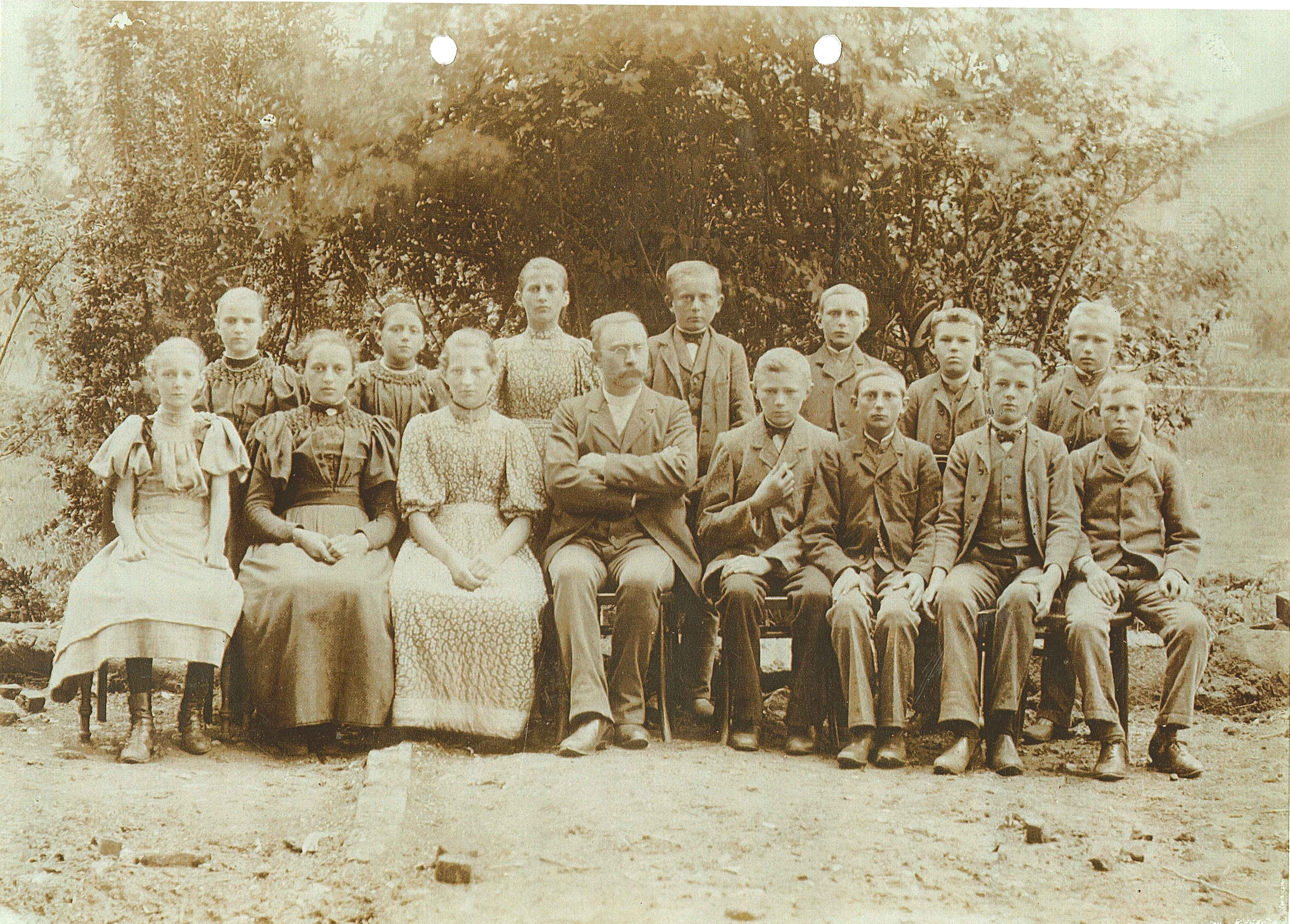
Detlef Breiholz im Kreise seiner Schüler in Aukrug-Innien, ca. 1900

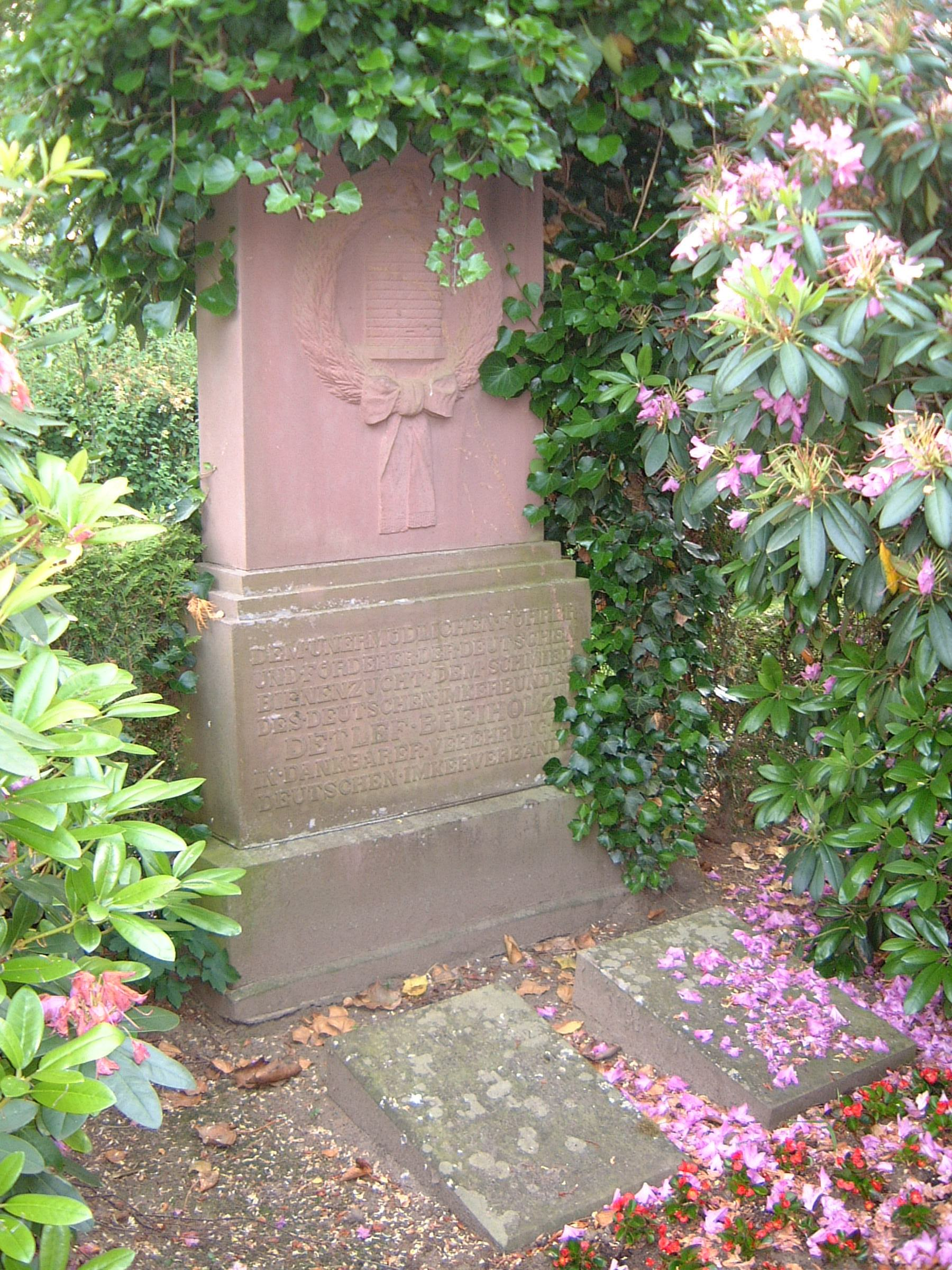
Das Grab von Detlef Breiholz auf dem Friedhof in Aukrug

Detlef Breiholz (* 24. Oktober 1864 in Vaasbüttel in Schleswig-Holstein; † 1. Dezember 1929 in Neumünster, beerdigt in Aukrug) war ein deutscher Lehrer und Imker. Unter seiner Präsidentschaft entstand 1925 aus der Vereinigung deutscher Imkerverbände der neue Deutsche Imkerbund.

## Leben
Detlef Breiholz wurde nach seiner zweiten Prüfung in Travenort zum Lehrer ernannt und unterrichtete von 1890 bis 1908 an einer Privatschule in Aukrug-Innien, bevor er nach Neumünster ging. Dort beendete er seine Tätigkeit als Lehrer 1925 in der Position eines Rektors. Er war verheiratet mit einer Tochter von Lehrer Dammann aus Innien.
Am 19. Dezember 1903 wurde auf seine Initiative hin der heutigeImkerverein Aukrug und Umgebung gegründet. 1907 gründete er die erste deutsche Imkerschule in Preetz, die später nach Bad Segeberg umzog, weil sich der alte Standort als ungünstig erwiesen hatte. 1928 wurde der Neubau in Bad Segeberg begonnen, die Einweihung der Schule erfolgte erst nach dem Tod des Gründers am 10. Oktober 1930.
Von 1904 bis 1929 war er Redakteur der 1889 gegründeten Schleswig-Holsteinischen Bienenzeitung. Er war Vorsitzender des Preußischen Imkerbundes, 1922 übernahm er die Leitung der Vereinigung der Deutschen Imkerverbände, aus denen dann 1925 der Deutsche Imkerbund entstand, deren Vorsitzender er bis 1929 blieb. Unter dem starken Einfluss von Detlef Breiholz gelang es, die Imker-/ Landesverbände vom Vorteil einer einheitlichen Verpackung und Vermarktung des Honigs zu überzeugen. Die Geschäftsführerin des Deutschen Imkerbundes Barbara Löwer schilderte die Geschichte des Honigglases am Tag der deutschen Imkerei 2016 wie folgt: Im März 1926 stand die Marke das erste Mal - damals als Einheitsglas bezeichnet - zur Verfügung. Damit wurde eines der ältesten eingetragenen Warenzeichen, bestehend aus Glas, Deckel und Etikett, im Lebensmittelbereich geschaffen. Nur die Maggi-Flasche ist ein paar Jahre älter. Kunsthonig und Honigverfälschungen beherrschten damals den Markt und schränkten die Honigvermarktung der Imker ein. Da der Staat nicht reagierte, mussten sich die Imker selbst helfen. Robert Wahle, ein Kaufmann, und Detlef Breiholz, zweiter Bundesleiter der Vereinigung der deutschen Imkerverbände, beide aus Schleswig-Holstein, waren diejenigen, welche den Grundgedanken zur Schaffung einer Marke formulierten: Deutscher Honig muss als solcher gekennzeichnet und die Gewähr für das übernommen werden, was in diesem Namen verkauft wird. Dieser Grundsatz ist für uns Selbstverpflichtung und gilt bis heute für das Imker-Honigglas. Die Idee hatte 1893 Johann Martin Roth in seinem Lehrbuch BADISCHE IMKERSCHULE Leitfaden für den bienenwirtschaftlichen Unterricht bei Imkerkursen veröffentlicht, das bis heute in weiten Teilen Gültigkeit hat. Er beschrieb darin bereits die Einheitswerbung, Einheitsetikett und Einheitsglas sowie die Imkerversicherung.
Der Grabstein von Detlef Breiholz auf dem Aukruger Friedhof trägt die Inschrift: Dem unermüdlichen Führer und Förderer der deutschen Bienenzucht – Dem Schmied des Deutschen Imkerbundes Detlef Breiholz in dankbarer Verehrung – Die deutschen Imkerverbände.

## Echter Deutscher Honig

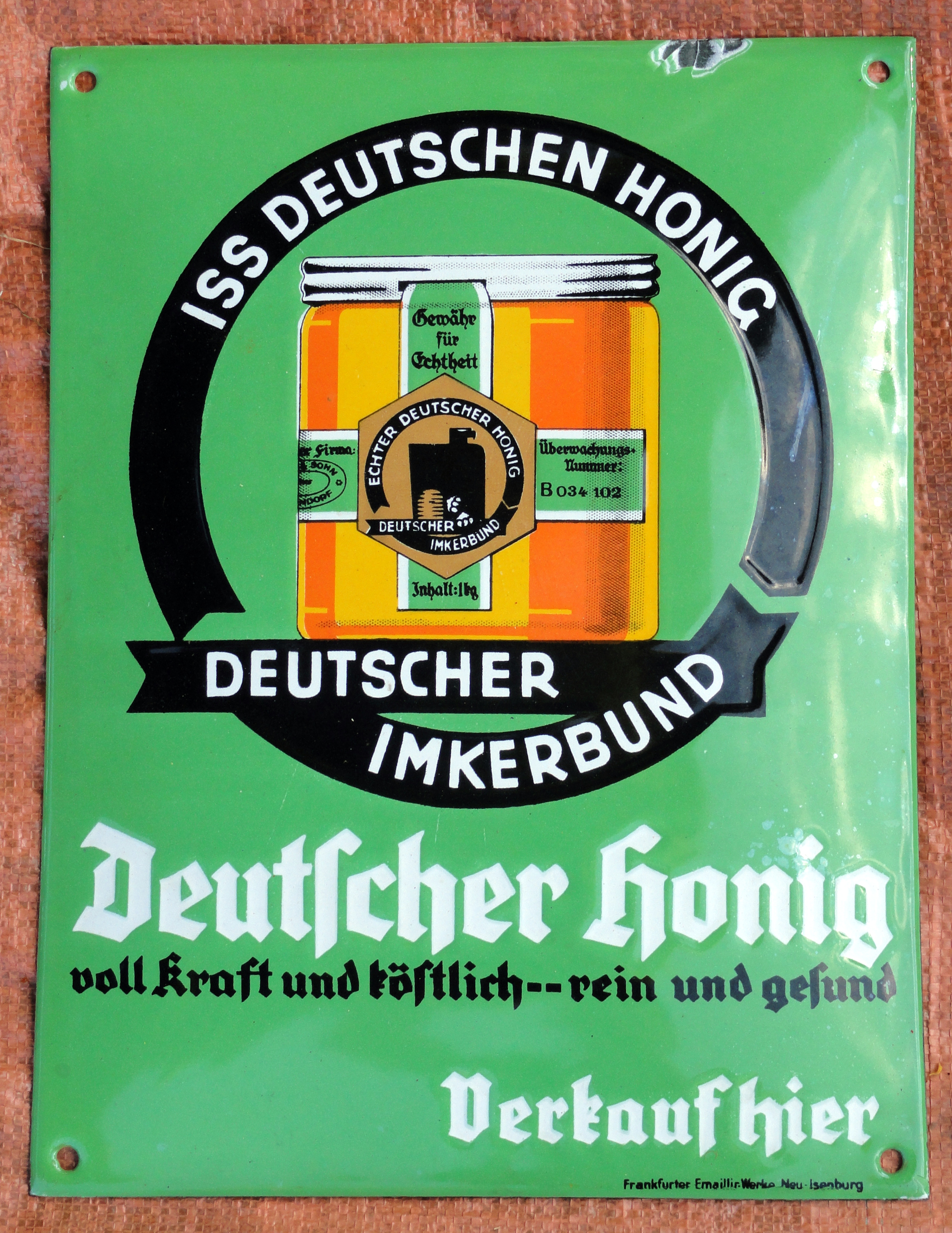
Älteres Werbeschild des Deutschen Imkerbundes für den Direktvertrieb

Als einen der Schwerpunkte ihrer Vorstandsarbeit im Imkerbund sahen Breiholz und Wahle die Schaffung eines einheitlichen Warenzeichens für deutschen Honig.
Bereits im Oktober 1924 konnte man in den Bienenzeitungen von einem Preisausschreiben für ein Honigschild lesen. Von 176 eingegangenen Entwürfen entsprach aber keiner den Anforderungen. Es wurde beschlossen, das der Vorstand von zwei Anerkannten Künstlern Entwürfe gestalten lasse, die deutlich die Begriffe Biene und deutsch zum Ausdruck bringen sollten. Als Ergebnis konnte Breiholz dann Entwürfe für ein Honigschild präsentieren, die bei den Mitgliedern Zustimmung fanden. Ein Entwurf wurde angekauft und gesetzlich geschützt. Im März des Jahres 1926 stand dann das Einheitsglas zur Verfügung, das heute als Imker-Honigglas bezeichnet wird. Dadurch entstand die Verbandsmarke „Echter Deutscher Honig“.

## Imker-Honigglas

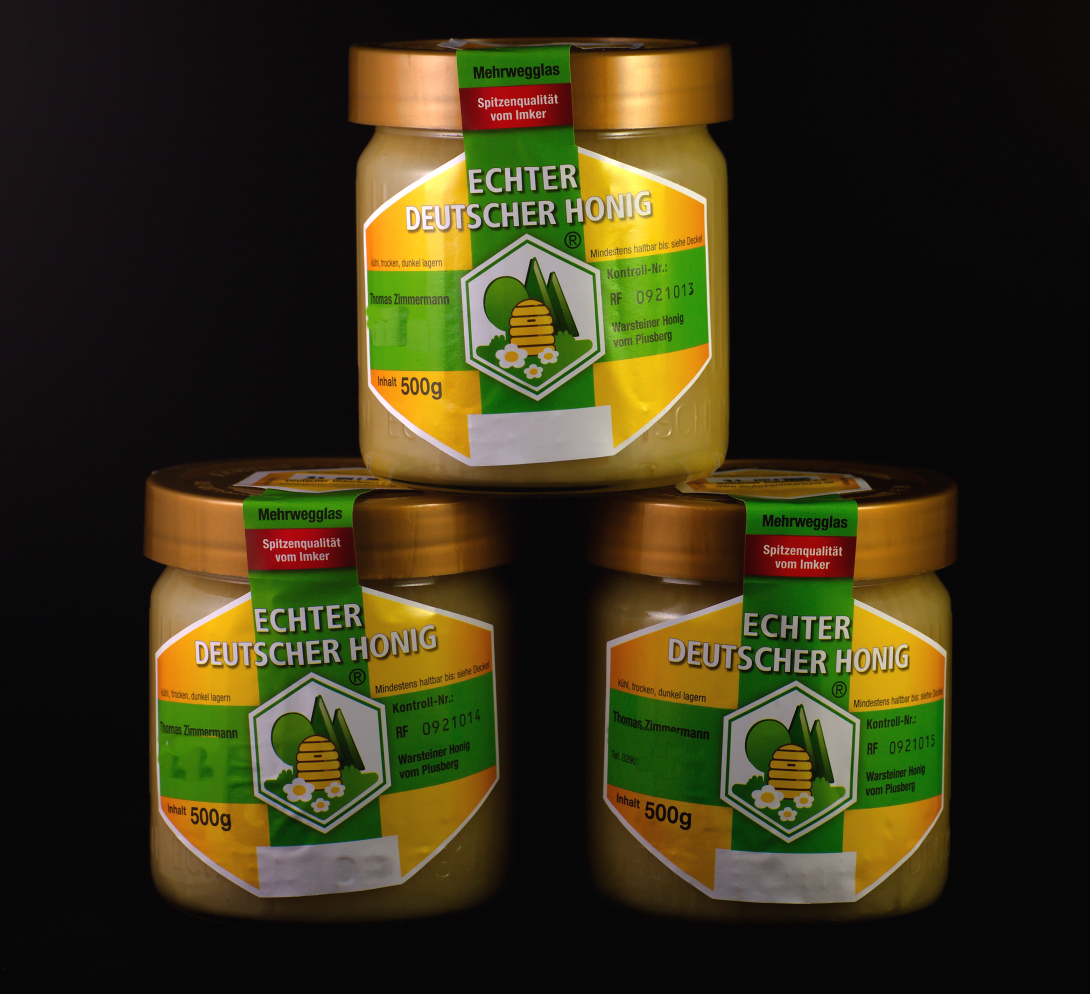
Honiggläser des DIB mit dem Markenzeichen Echter Deutscher Honig

Das Imker-Honigglas (damals Einheitsglas genannt) kam im Mai 1926 erstmals in den Handel. Das Glasdesign orientiert sich bis heute am Bauhausstil. Nach leichten Veränderungen in den 1930er- und 1970er-Jahren wurde 1994/1995 zwar das Etikett (bei Imkern Gewährverschluss genannt) grundlegend überarbeitet, auf Glas und Deckel aber lediglich das Logo ausgetauscht. Damals wurde der Adler nach umfangreichen Umfragen durch Elemente aus der Natur ersetzt.
An der Form und Größe des Glases wurden seit der Einführung so gut wie keine Änderungen vorgenommen, so dass Glas und Deckel aus verschiedenen Produktionszeiten untereinander bis heute kombinierbar sind. Nach Kriegsende 1945 wurde das Glas lediglich etwas begradigt und in 2014 eine weitere minimale Veränderung durchgeführt: Die umlaufende Prägung im unteren Bereich mit dem Schriftzug Gewähr für Echten Deutschen Honig entfiel.
Anfang der dreißiger Jahre stand das Glas in den Größen 30, 125, 250 und 500 Gramm sowie 1 Kilo zur Verfügung, daneben gab es Eimer (2,5 und 4,5 Kilogramm) und Dosen (1,5, 2,5 und 4,5 Kilogramm). Bei der Vielfältigkeit der Gebinde blieb es bis zum Ende des Zweiten Weltkrieges.
Heute existieren drei Glasgrößen: 30 g, 250 g und 500 g, die im Fachhandel bezogen werden können. 1992 wurde das 1-Kilogramm-Glas wieder aufgelegt, fand jedoch wenig Beachtung und wurde wieder eingestellt. Die Überlegungen zur Wiedereinführung eines 125-g-Glases führten nicht zu einer Neuauflage, da das Interesse der Imkerschaft zu gering war. Dagegen wird das, seit 1987 wieder produzierte, 30-Gramm-Glas von vielen Imkern als Präsentglas genutzt.
Die Gewichtsabweichungen bei leeren Gläsern sind minimal. Das 500-g-Glas hat ein Sollgewicht von 225 Gramm, die zulässige Toleranz beträgt ±3 Gramm. Das Gewicht des 250-g-Glases muss zwischen 134 und 140 Gramm liegen. Durch die auf dem Glas enthaltenen Strukturen ist es auch von Menschen mit Sehbehinderung als Honigglas zu ertasten.
Bei Imkern und Verbrauchern gilt das Honig-Imkerglas heute als wegweisend und zukunftsorientiert. Durch die Konzeption als Mehrwegglas war es lange bevor Begriffe wie Mehrweg, Recycling oder Rückgabe politisch diskutiert wurden, nachhaltig in der Nutzung, auch wenn der ursprüngliche Gedanke dahinter bei der Einführung mit Sparsamkeit begründet war. Heute sind geschätzt rund 100 Millionen Gläser im Umlauf. Als Bestätigung für die Schätzung führt der Imkerbund an, dass nach wie vor Millionen von Gläsern mit dem Adler-Logo im Umlauf seien, obwohl diese seit 1998 nicht mehr produziert würden. Auch fänden sich bei Marktkontrollen des Verbandes nach wie vor vereinzelt Gläser aus der Zeit der Reichsfachgruppe Imker (produziert zwischen 1934 und 1944), was darauf schließen ließe, dass sie ebenfalls noch genutzt würden.
Umweltfreundlich ist nach Angabe des Deutschen Imkerbundes auch die Herstellung des Glases durch die Glashütte der Firma J. Weck. Der Hauptteil der Materialien stammt aus dem näheren Umland des Unternehmens und das geschmolzene Glas besteht bis zu 40 Prozent aus gereinigtem und gebrochenem Altglas.

## Ehrungen

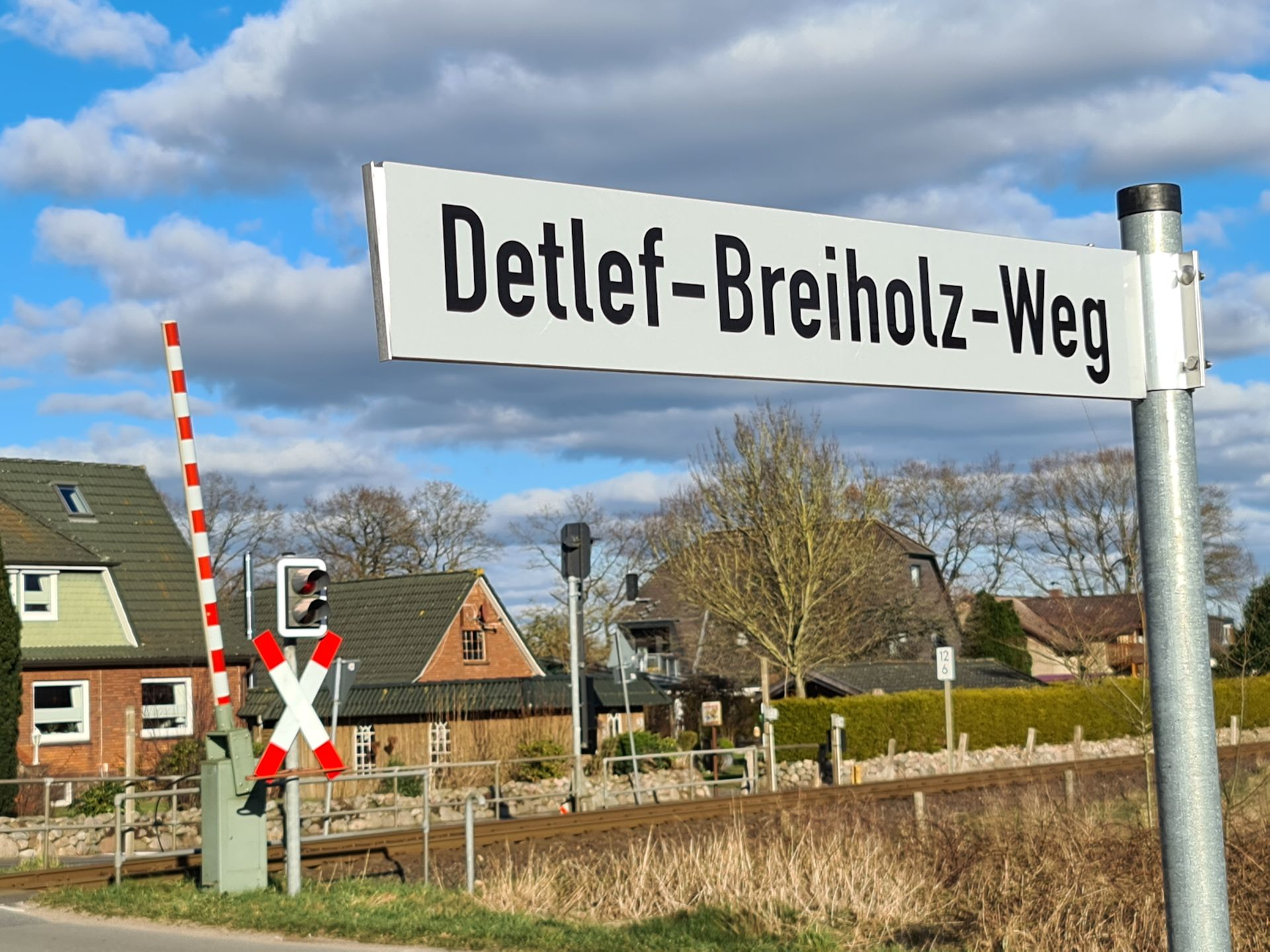
Das Straßennamensschild am Detlef-Breiholz-Weg

- Anlässlich seines Geburtstages wurde er 1927 zum ersten Großmeister des Deutschen Imkerbundes ernannt[10].
- Der Bienenwirtschaftliche Kreisverein Rendsburg beschloss am 27. April 1930 seine im gleichen Jahr stattfindende Jahresversammlung zum ständigen ehrenden Gedenken als Breiholz-Tagung zu bezeichnen[11].
- In Hohn wurde im November 1930 in Erinnerung an den großen Führer des Schleswig-Holsteinischen und Preußischen Imkerverbandes eine Breiholzlinde gepflanzt und von Pastor Behrens geweiht. Weitere Reden hielten Lehrer Preim aus Christiansholm, Rektor Schlobohm aus Wesselburen und Direktor Otto aus Segeberg[12].
- Im Dezember 1930 beschloss der Kreisimkerverein Norder-Dithmarschen die Pflanzung einer Ehrenlinde für Rektor Breiholz in Wesselburen[13].
- Der Imkerverein Großenaspe pflanzte am 26. Juli 1932 eine Breiholz-Linde auf dem Weg zum Bahnhof[14].
- In ihrer Sitzung am 21. Januar 2021 hat die Aukruger Gemeindevertretung beschlossen, für die neue Straße im Neubaugebiet Bebauungsplan Nr. 28 „Rüm südlich der Bahn“ den Straßennamen „Detlef-Breiholz-Weg“ zu vergeben.